# Sarah Biffen
Sarah Biffen (octubre de 1784-2 de octubre de 1850), también conocida como Biffin, Beffin, o por su nombre de casada E.M. Wright, fue una pintora inglesa victoriana nacida sin brazos que medía 94 cm de altura.

## Vida y trabajo
Sarah Biffen nació en octubre de 1784 en una familia de granjeros en East Quantoxhead, Somerset, sin brazos y solo muñones vestigiales en lugar de piernas: amelia de los miembros superiores y focomelia en los inferiores. A pesar de su discapacidad, Biffen aprendió a leer, y más tarde pudo escribir utilizando la boca. También podía realizar labores de costura y usar tijeras.
Cuando Biffen tenía doce años, su familia la entregó a un hombre llamado Emmanuel Dukes, que la exhibió en ferias y espectáculos de rarezas por toda Inglaterra. Según algunos relatos, fue Dukes quién la enseñó a pintar, sujetando el pincel con la boca, para aumentar su valor como atracción. De todas formas, durante este periodo, realizó exposiciones, vendió pinturas y autógrafos, y cobraba para dejar a otros ver como cosía, pintaba y dibujaba. Fue un precedente de todos los posteriores fenómenos de feria habilidosos sin miembros. Resultó poseer un gran talento pictórico y destacó en paisajes y retratos en miniatura sobre marfil, que vendía a tres guineas pieza. Sus contemporáneos alabaron su habilidad, y algunas de sus miniaturas han sobrevivido hasta hoy. Dukes aparentemente había prometido dar 1.000 guineas a su protegida si estaba a la altura. Sin embargo, Biffen puede haber recibido tan poco como £5 al año mientras estuvo con Dukes.
En la Feria de St. Bartholomew de 1808, George Douglas, Conde de Morton quiso ver si Biffen podía realmente pintar sin ayuda. Una vez convencido, la patrocinó para recibir lecciones del pintor de la Royal Academy of Arts, William Craig. La Royal Society of Arts le otorgó una medalla en 1821 por una miniatura histórica y la Real Academia aceptó sus pinturas. La Familia Real le encargó retratos en miniatura de ellos, a raíz de lo cual se volvió muy popular. Instaló un estudio en Bond Street, Londres. Charles Dickens la menciona en Nicholas Nickleby, Martin Chuzzlewit, y La pequeña Dorrit, y en "A Plated Article", al describir figuras de cerámica estropeadas en el proceso de cocción.
El Conde de Morton murió en 1827. Sin el apoyo de un patrocinador noble, Biffen afrontó problemas financieros cuando su gerente malversó la mayoría de su dinero. La reina Victoria le otorgó una pensión de la Lista Civil y ella se retiró a la vida privada en Liverpool. Algunos años más tarde se casó y doce años más tarde intentó renovar su éxito bajo el nombre de Señora Wright. El intento no fue exitoso porque la edad había reducido su capacidad muscular pero sus seguidores, incluyendo Richard Rathbone, arreglaron una suscripción pública para financiarla en sus últimos años.
Sarah Biffen murió el 2 de octubre de 1850 a los 66 años. Está enterrada en el St James Cemetery en Liverpool.